# Cercle de diamant
Pour un article plus général, voir Tourisme en Islande.
Le « Cercle de diamant » (en islandais : Demantshringurinn) est une expression désignant les cinq sites touristiques les plus fréquentés du Nord de l'Islande : Húsavík, Ásbyrgi, la Jökulsárgljúfur et notamment Dettifoss, le Mývatn et ses environs ainsi que la Goðafoss.
Il s'agit d'une dénomination récente sans fondement historique visant à promouvoir le tourisme et calquée sur le même principe que le Cercle d'or dans le sud du pays et le Cercle d'argent dans l'ouest.

## Liste
| Nom       | Image | Description |
| --------- | ----- | --- |
| Húsavík   |       | Húsavík est l'un des principaux lieux d'observation des baleines et autres cétacés dans les eaux islandaises.                                                           |
| Ásbyrgi   |       | Ce cirque naturel abrite l'une des dernières forêts d'Islande au pied d'immenses falaises.                                                                              |
| Dettifoss |       | Il s'agit de la chute d'eau la plus puissante d'Europe ; elle marque le début de la Jökulsárgljúfur.                                                                    |
| Mývatn    |       | L'un des plus grands lacs du pays entouré de nombreuses formations volcaniques variées et singulières tels Dimmuborgir, les Skútustaðagígar, Hverarönd, le Krafla, etc. |
| Goðafoss  |       | L'une des plus belles chutes d'eau du pays et lieu historique viking.                                                                                                   |